# Damora fulva
Damora fulva är en fjärilsart som beskrevs av Cosmovici 1904. Damora fulva ingår i släktet Damora och familjen praktfjärilar. Inga underarter finns listade i Catalogue of Life.